# شهرداری مستیا

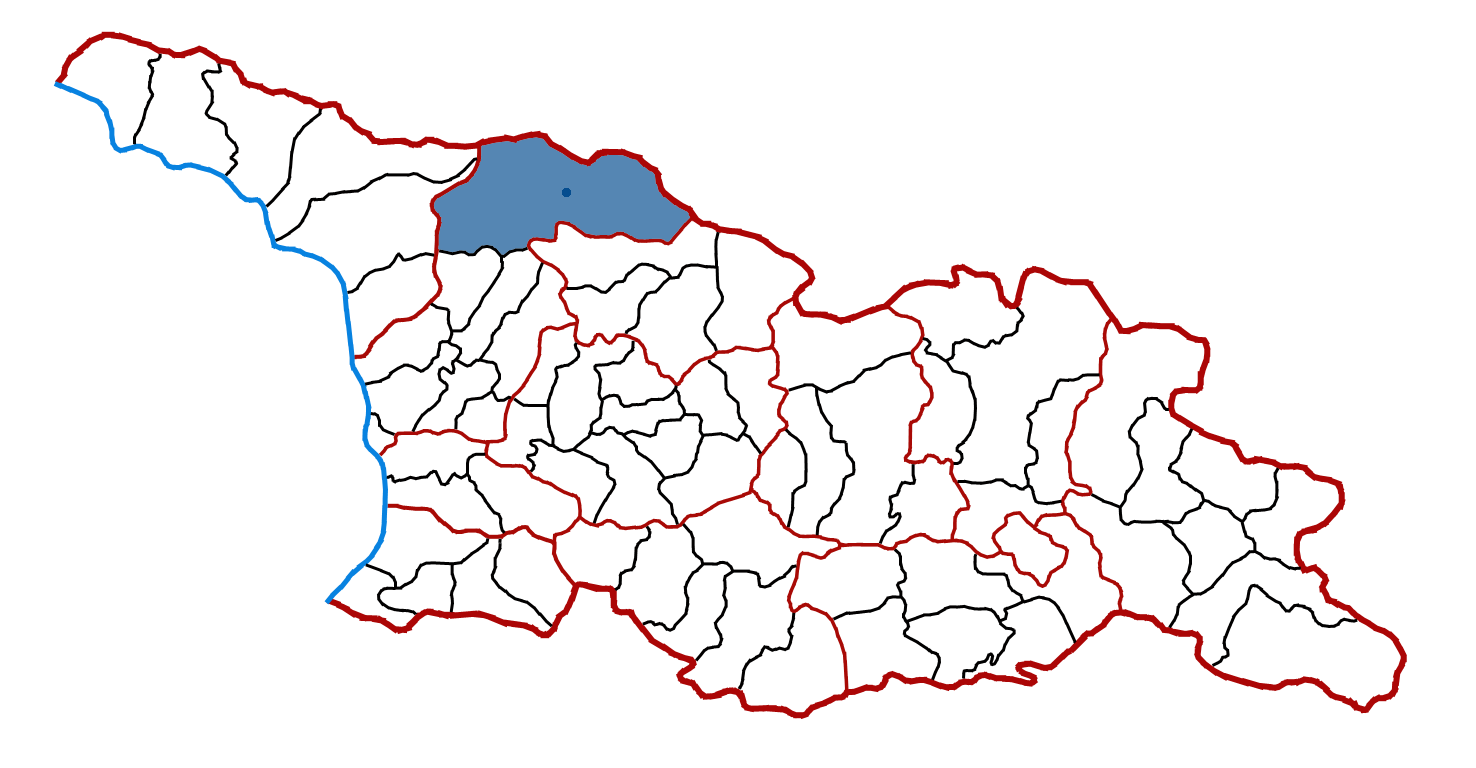
شهرداری مستیا

شهرداری مستیا (به گرجی: მესტიის მუნიციპალიტეტი) یکی از شهرداری‌های گرجستان در استان سامگرلو-زمو سوانتی است. مرکز اداری آن مستیا است.
مساحت آن ۳۰۴۵ کیلومتر مربع است و بر اساس سرشماری سال ۲۰۱۴ میلادی جمعیت آن ۹۳۱۶ نفر بوده است.